# Ciclismo ai Giochi della VII Olimpiade - Velocità
La competizione della velocità di ciclismo dei Giochi della VII Olimpiade si tenne il giorno 9 agosto 1920 al Velodrome Zuremborg di Anversa, in Belgio.

## Risultati
Il tempo è cronometrato sugli ultimi 200 metri.

### Batterie
I primi due classificati di ogni batteria avanzarono ai quarti di finale. 
| Pos. | Atleta                  | Nazione     | Tempo |
| ---- | ----------------------- | ----------- | ----- |
| 1    | Henri Bellivier         | Francia     | 13"2  |
| 2    | Christopher Dotterweich | Stati Uniti |       |
| 3    | William Taylor          | Canada      |       |

| Pos. | Atleta            | Nazione     | Tempo |
| ---- | ----------------- | ----------- | ----- |
| 1    | Anthony Young     | Stati Uniti | 13"2  |
| 2    | Mouritius Peeters | Paesi Bassi |       |
| 3    | Pietro Martinelli | Italia      |       |

| Pos. | Atleta       | Nazione       | Tempo |
| ---- | ------------ | ------------- | ----- |
| 1    | Thomas Lance | Gran Bretagna | 13"2  |
| 2    | Binard       | Belgio        |       |
| 3    | Jack King    | Australia     |       |

| Pos. | Atleta              | Nazione     | Tempo |
| ---- | ------------------- | ----------- | ----- |
| 1    | Gustave Daghelinckx | Belgio      | 13"2  |
| 2    | Norman Webster      | Canada      |       |
| 3    | Tjabel Boonstra     | Paesi Bassi |       |

| Pos. | Atleta       | Nazione       | Tempo |
| ---- | ------------ | ------------- | ----- |
| 1    | Harry Ryan   | Gran Bretagna | 13"2  |
| 2    | L'Empereur   | Belgio        |       |
| 3    | Jean Majérus | Lussemburgo   |       |

| Pos. | Atleta         | Nazione       | Tempo |
| ---- | -------------- | ------------- | ----- |
| 1    | Thomas Johnson | Gran Bretagna | 12"6  |
| 2    | Petrus Ikelaar | Paesi Bassi   |       |
| 3    | Hendrik Goosen | Sudafrica     |       |

| Pos. | Atleta              | Nazione   | Tempo |
| ---- | ------------------- | --------- | ----- |
| 1    | James Walker        | Sudafrica | 13"6  |
| 2    | Georges Paillard    | Francia   |       |
| 3    | Giuseppe Cavallotti | Italia    |       |

| Pos. | Atleta            | Nazione     | Tempo |
| ---- | ----------------- | ----------- | ----- |
| 1    | Henri Andersen    | Danimarca   | 13"6  |
| 2    | George Thursfield | Sudafrica   |       |
| 3    | William Beck      | Stati Uniti |       |
| 4    | Herbert McDonald  | Canada      |       |

| Pos. | Atleta         | Nazione       | Tempo |
| ---- | -------------- | ------------- | ----- |
| 1    | Pierre Lanusse | Francia       | 13"0  |
| 2    | Albert White   | Gran Bretagna |       |
| 3    | Axel Hansen    | Danimarca     |       |

| Pos. | Atleta          | Nazione     | Tempo |
| ---- | --------------- | ----------- | ----- |
| 1    | Fred Taylor     | Stati Uniti | 13"0  |
| 2    | Georges Perrin  | Francia     |       |
| 3    | Armido Rizzetto | Italia      |       |

| Pos. | Atleta           | Nazione   | Tempo |
| ---- | ---------------- | --------- | ----- |
| 1    | John Verhoeven   | Belgio    | 13"2  |
| 2    | Franco Giorgetti | Italia    |       |
| 3    | William Smith    | Sudafrica |       |

| Pos. | Atleta              | Nazione     | Tempo |
| ---- | ------------------- | ----------- | ----- |
| 1    | Gerald Halpin       | Australia   | 12"6  |
| 2    | Harold Bounsell     | Canada      |       |
| 3    | Franciscus de Vreng | Paesi Bassi |       |

### Quarti di finale
I vincitori avanzarono alle semifinali, i restanti ai recuperi.
| Pos. | Atleta          | Nazione     | Tempo |
| ---- | --------------- | ----------- | ----- |
| 1    | Fred Taylor     | Stati Uniti | 13"0  |
| 2    | Henri Bellivier | Francia     |       |
| 3    | Norman Webster  | Canada      |       |

| Pos. | Atleta        | Nazione     | Tempo |
| ---- | ------------- | ----------- | ----- |
| 1    | Gerald Halpin | Australia   | 12"6  |
| 2    | Anthony Young | Stati Uniti |       |
| 3    | L'Empereur    | Belgio      |       |

| Pos. | Atleta                  | Nazione       | Tempo |
| ---- | ----------------------- | ------------- | ----- |
| 1    | George Thursfield       | Sudafrica     | 13"2  |
| 2    | Christopher Dotterweich | Stati Uniti   |       |
| 3    | Thomas Lance            | Gran Bretagna |       |

| Pos. | Atleta            | Nazione     | Tempo |
| ---- | ----------------- | ----------- | ----- |
| 1    | Mouritius Peeters | Paesi Bassi | 13"2  |
| 2    | Harold Bounsell   | Canada      |       |
| 3    | John Verhoeven    | Belgio      |       |

| Pos. | Atleta         | Nazione       | Tempo |
| ---- | -------------- | ------------- | ----- |
| 1    | Thomas Johnson | Gran Bretagna | 11"8  |
| 2    | Pierre Lanusse | Francia       |       |
| 3    | Petrus Ikelaar | Paesi Bassi   |       |

| Pos. | Atleta              | Nazione   | Tempo |
| ---- | ------------------- | --------- | ----- |
| 1    | James Walker        | Sudafrica | 13"6  |
| 2    | Georges Perrin      | Francia   |       |
| 3    | Gustave Daghelinckx | Belgio    |       |

| Pos. | Atleta           | Nazione       | Tempo |
| ---- | ---------------- | ------------- | ----- |
| 1    | Albert White     | Gran Bretagna | 12"6  |
| 2    | Henri Andersen   | Danimarca     |       |
| 3    | Georges Paillard | Francia       |       |

| Pos. | Atleta           | Nazione       | Tempo |
| ---- | ---------------- | ------------- | ----- |
| 1    | Harry Ryan       | Gran Bretagna | 12"8  |
| 2    | Franco Giorgetti | Italia        |       |
| 3    | Binard           | Belgio        |       |

### Recuperi
I vincitori delle batterie avanzarono alla finale recuperi. Il vincitore della finale avanzà alle semifinali. 
| Pos. | Atleta          | Nazione     | Tempo |
| ---- | --------------- | ----------- | ----- |
| 1    | Henri Bellivier | Francia     | 13"2  |
| 2    | Anthony Young   | Stati Uniti |       |
| 3    | L'Empereur      | Belgio      |       |
| 4    | Norman Webster  | Canada      |       |

| Pos. | Atleta           | Nazione     | Tempo |
| ---- | ---------------- | ----------- | ----- |
| 1    | Pierre Lanusse   | Francia     | 13"2  |
| 2    | Henri Andersen   | Danimarca   |       |
| 3    | Georges Paillard | Francia     |       |
| 4    | Petrus Ikelaar   | Paesi Bassi |       |

| Pos. | Atleta              | Nazione | Tempo |
| ---- | ------------------- | ------- | ----- |
| 1    | Georges Perrin      | Francia | 13"2  |
| 2    | Gustave Daghelinckx | Belgio  |       |
| 3    | Binard              | Belgio  |       |

| Pos. | Atleta                  | Nazione       | Tempo |
| ---- | ----------------------- | ------------- | ----- |
| 1    | Harold Bounsell         | Canada        | 13"2  |
| 2    | Christopher Dotterweich | Stati Uniti   |       |
| 3    | John Verhoeven          | Belgio        |       |
| 4    | Thomas Lance            | Gran Bretagna |       |

| Pos. | Atleta          | Nazione | Tempo |
| ---- | --------------- | ------- | ----- |
| 1    | Pierre Lanusse  | Francia | 13"0  |
| 2    | Harold Bounsell | Canada  |       |
| 3    | Georges Perrin  | Francia |       |
| 4    | Henri Bellivier | Francia |       |

### Semifinali
I vincitori avanzarono alla finale.
| Pos. | Atleta            | Nazione       | Tempo |
| ---- | ----------------- | ------------- | ----- |
| 1    | Thomas Johnson    | Gran Bretagna | 14"8  |
| 2    | George Thursfield | Sudafrica     |       |
| 3    | Albert White      | Gran Bretagna |       |

| Pos. | Atleta        | Nazione       | Tempo |
| ---- | ------------- | ------------- | ----- |
| 1    | Harry Ryan    | Gran Bretagna | 12"6  |
| 2    | Fred Taylor   | Stati Uniti   |       |
| 3    | Gerald Halpin | Australia     |       |

| Pos. | Atleta            | Nazione     | Tempo |
| ---- | ----------------- | ----------- | ----- |
| 1    | Mouritius Peeters | Paesi Bassi | 12"6  |
| 2    | Pierre Lanusse    | Francia     |       |
| 3    | James Walker      | Sudafrica   |       |

### Finale
| Pos.    | Atleta            | Nazione       | Tempo |
| ------- | ----------------- | ------------- | ----- |
| Oro     | Mouritius Peeters | Paesi Bassi   | 12"6  |
| Argento | Thomas Johnson    | Gran Bretagna |       |
| Bronzo  | Harry Ryan        | Gran Bretagna |       |